# Урньяно
Урньяно (італ. Urgnano) — муніципалітет в Італії, у регіоні Ломбардія, провінція Бергамо.
Урньяно розташоване на відстані близько 470 км на північний захід від Рима, 45 км на схід від Мілана, 12 км на південь від Бергамо.
Населення — 9750 осіб (2014).
Щорічний фестиваль відбувається 28 липня. Покровитель — San Nazario.

## Демографія
Населення за роками:

Станом на 1 січня 2023 року в муніципалітеті офіційно проживало 1180 іноземців з 47 країн, серед них 187 громадян країн Євросоюзу та 19 громадян України.

## Сусідні муніципалітети
- Кавернаго
- Колоньо-аль-Серіо
- Комун-Нуово
- Гізальба
- Спірано
- Цаніка